# Resi Stiegler

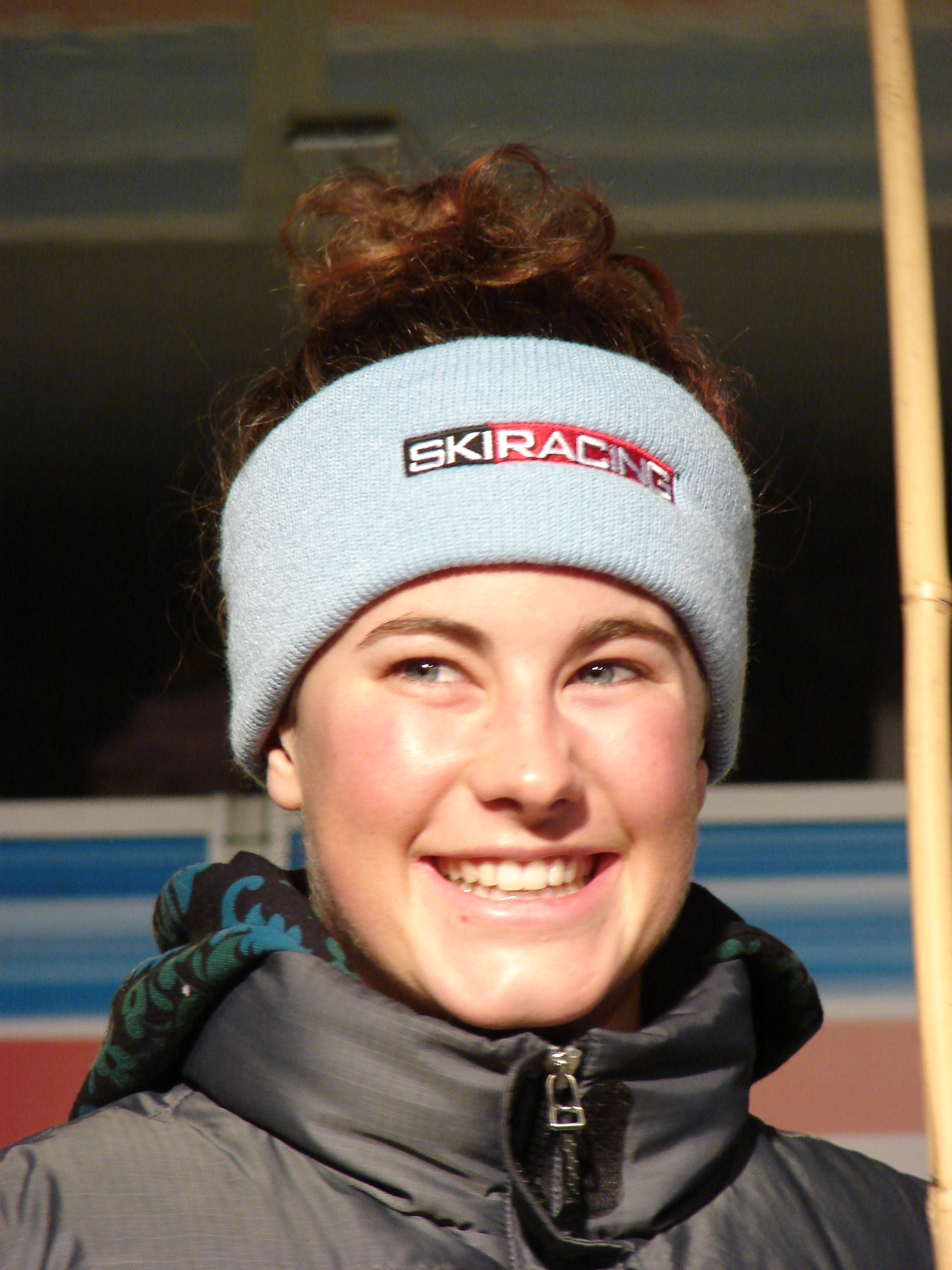
Resi Stiegler

Resi Stiegler nació el 14 de noviembre de 1985 en Jackson (Estados Unidos), es una esquiadora que tiene 1 pódium en la Copa del Mundo de Esquí Alpino.

## Resultados

### Juegos Olímpicos de Invierno
- 2006 en Turín, Italia
  - Combinada: 11.ª
  - Eslalon: 12.ª
- 2014 en Sochi, Rusia
  - Eslalon Gigante: 29.ª

### Campeonatos Mundiales
- 2003 en St. Moritz, Suiza
  - Combinada: 10.ª
  - Eslalon: 19.ª
- 2005 en Bormio, Italia
  - Eslalon: 6.ª
  - Combinada: 21.ª
- 2007 en Åre, Suecia
  - Eslalon: 8.ª
  - Eslalon Gigante: 35.ª
- 2009 en Val d'Isère, Francia
  - Eslalon: 19.ª
- 2011 en Garmisch-Partenkirchen, Alemania
  - Eslalon: 19.ª
- 2013 en Schladming, Austria
  - Eslalon: 22.ª

### Copa del Mundo

#### Clasificación general Copa del Mundo
- 2002-2003: 92.ª
- 2003-2004: 54.ª
- 2004-2005: 45.ª
- 2005-2006: 42.ª
- 2006-2007: 25.ª
- 2007-2008: 40.ª
- 2010-2011: 98.ª
- 2011-2012: 57.ª
- 2012-2013: 77.ª
- 2013-2014: 80.ª
- 2014-2015: 65.ª

#### Clasificación por disciplinas (Top-10)
- 2004-2005:
  - Combinada: 8.ª
- 2006-2007:
  - Combinada: 5.ª